# グローバルボクシング連合
グローバルボクシング連合（グローバルボクシングれんごう、英:Global Boxing Union）はプロボクシングの王座認定団体である。略称はGBU。いわゆる『マイナー団体』に分類される。

## 概要
2001年に女子プロボクシング団体として設立。2004年からは男子の認定も開始。
ドイツでは女子のコミッションとして機能している。

### ボクシング主要4団体
- 世界ボクシング協会（WBA）
- 世界ボクシング評議会（WBC）
- 世界ボクシング機構（WBO）
- 国際ボクシング連盟（IBF）